# Sporche bestie
Sporche bestie (Dirty Beasts) è una raccolta di poesie per bambini, scritta da Roald Dahl come un seguito a Versi perversi e pubblicata nel 1984, a due anni dal predecessore, con illustrazioni di Rosemary Fawcett. Tuttavia, nelle edizioni successive, si passò alle illustrazioni di Quentin Blake.
Inizialmente uscì anche un audio-libro recitato da Pam Ferris e Geoffrey Palmer.